# Ендрю Форрест
Джон Ендрю Генрі Форрест (н. 18 листопада 1961, Перт, Австралія), на прізвисько Твіггі, австралійський бізнесмен. Він найбільш відомий як колишній генеральний директор (і нинішній невиконавчий голова) Fortescue Metals Group (FMG), а також має інші інтереси в гірничодобувній промисловості та станціях для скотарства.
З оцінкою власного капіталу 27,25  мільярдів A$ згідно зі списком багатіїв Financial Review 2021, Форрест був другим найбагатшим австралійцем. За даними Financial Review, Форрест був найбагатшою людиною в Австралії в 2008 році.
У 2013 році Ендрю та його дружина Нікола були першими австралійськими мільярдерами, які пожертвували більшість статків на благодійність. Раніше він залишив посаду генерального директора Fortescue Metals у 2011 році. Значна частина філантропії Форреста була заснована ним через фонд Minderoo Foundation (зосереджується на освіті та корінних австралійцях) або Walk Free Foundation (зосереджується на припиненні сучасного рабства). Форреста звинуватили в тому, що він ухилявся від сплати податку на компанію, оскільки в 2011 році він заявив, що Фортеск'ю ніколи не платила податку на компанію.
У 2022 році Ендрю подав до суду проти Facebook, стверджуючи, що корпорація не заборонила використання його зображення в шахрайській рекламі інвестицій у криптовалюти. Справа мала розглядатся в магістратському суді Західної Австралії 28 березня.

## Раннє життя
Джон Ендрю Генрі Форрест народився 18 листопада 1961 в Перті, Західна Австралія, був молодшим із трьох дітей Джудіт (уроджена Фрай) і Дональда Форреста. Його батько, дід (Мервін) і прадід (Девід) були менеджерами станції скотарства Minderoo Station, яку Девід заснував у 1878 році разом зі своїми братами Олександром і Джоном. Джон, Олександр, Девід і Мервін певний час були членами парламенту, а Джон був першим прем'єр -міністром Західної Австралії. Ранні роки Форест провів у Міндеру, розташованому в регіоні Пілбара на південь від Онслоу. Міндеру належав сім'ї Форрестів, поки його батько не продав його в 1998 році через невпинну посуху та борги, але був викуплений Форрестом у 2009 році.
Форрест отримав освіту в початковій школі Онслоу і в Школі Повітря, перш ніж переїхати до Перта, щоб відвідувати гімназію Крайст-Черч, а потім школу Гейл. У дитинстві він заїкався, тому у нього почалися дружні стосунки з Ієном Блеком, чий батько-абориген Скотті став наставником Форреста. Форрест вступив до Університету Західної Австралії, де отримав спеціалізацію в галузі економіки та політики.
У 1991 році Форрест одружився з Ніколою Моріс, дочкою Тоні Моріса, який був головною фігурою в християнській організації Австралійська ліга прав. Сестра Ніколи, Катріна, є дружиною Девіда Томпсона, який був лідером Новозеландської ліги прав на початку 1980-х років і лідером Австралійської ліги прав протягом 1990-х років. Форрест і Девід Томпсон стали дружніми партнерами, і Форрест призначив Томпсона на керівну посаду, коли він був членом ради директорів Anaconda Nickel.

## Кар'єра

### Анаконда Нікель
Після закінчення навчання Форрест працював біржовим маклером у брокерських компаніях Kirke Securities і Jacksons. Він став генеральним директором-засновником Anaconda Nickel у 1993 році після купівлі частки в компанії. Однак у 2001 році його було звільнено з посади генерального директора, коли компанія майже розвалилася. Власники облігацій США отримали 0,26 долара за кожен долар боргу в рамках реструктуризації. Акції компанії впали на 89 %, перш ніж її поглинула Glencore і перейменувала в Minara Resources.

### Fortescue Metals
У 2003 році він взяв під контроль Allied Mining and Processing і перейменував її у Fortescue Metals Group. Він досі є головним акціонером FMG через свою приватну компанію The Metal Group. З тих пір компанія виросла і володіє втричі більшими землями, ніж її найближчий конкурент у багатому на залізну руду регіоні Пілбара в Західній Австралії. Fortescue володіє основними родовищами на горі Ніколас, Крістмас-Крік, Клаудбрейк і Тонголо. У 2007 році він зацікавився та став директором компанії Niagara Mining Limited, перейменованої на Poseidon Nickel Limited, яка у 2006 році придбала у WMC родовища нікелю Віндара поблизу Лавертона, Західна Австралія.

### Індустрія великої рогатої худоби
Після викупу сімейної власності станції Міндеру в 2009 році Форрест придбав прилеглі об'єкти, станції Нанутарра та Уару в 2014 році, збільшивши загальну площу своїх випасних володінь у Пілбарі до 7 300 квадратних кілометрів (2 819 миля2). У серпні 2015 року він придбав Brick House Station і Minilya Station за приблизно 10 мільйонів A$ , довівши його загальну площу скотарських володінь до понад 10 000 квадратних кілометрів (3 861 миля2).
Форрест придбав м'ясопереробну компанію Harvey Beef у травні 2014 року за 40 млн. A$ . Найбільший експортер яловичини в Західній Австралії, до серпня 2014 року він був єдиним акредитованим на експорт до Китаю.

### Австралійсько-Азійський енергетичний зв'язок
У березні 2022 року Форрест через свою дочірню компанію Tattarang Squadron Energy разом із співзасновником Atlassian Майком Кеннон-Бруксом разом інвестували 210 млн австралійських доларів у проект Australia-Asia Power Link, який підтримується австралійсько-сінгапурською компанією Sun Cable. Він включає будівництво сонячної та акумуляторної ферми розміром 120 км2 у Пауелл-Крік, Північна територія, і кабель живлення, щоб з'єднати її з Сінгапуром (через Індонезію). Передачу планується розпочати в 2026 році.

### Інвестиції Україні
2022 року Форест інвестував $740 млн у бізнес в Україні. Також Ендрю Форрест і його колишня дружина Нікола через свій фонд Minderoo виділили $3,3 млн на допомогу в розмінуванні сільськогосподарських районів України.

## Особисте життя
Форрест є християнином, одружений, має трьох дітей.
Форресту належить 58 метрова яхта Pangea (названа на честь однойменного суперконтиненту). Побудована американською верф'ю Halter Marine у 1999 році, яхта зареєстрована в Монтего-Бей, Ямайка.